# Diglossie
En sociolinguistique, la diglossie est l'état dans lequel se trouvent deux variétés linguistiques coexistant sur un territoire donné et ayant, pour des motifs historiques et politiques, des statuts et des fonctions sociales distinctes, l'une étant représentée comme supérieure, formelle, et l’autre inférieure, familière. Les deux variétés peuvent être des dialectes d'une même langue ou bien appartenir à deux langues différentes, généralement apparentées.
L'utilisation de ce concept mène à une modélisation de la situation linguistique centrée autour de l'opposition entre variétés « haute » et « basse » de langage. Dans une situation diglossique habituelle, on observe ainsi une distribution complémentaire des variétés en fonction des  contextes sociolinguistiques : en contexte formel (liturgique, littéraire, etc.), la variété « haute (H) » est seule acceptable tandis que la variété « basse (B) » s'emploie dans les conversations familières, dans la littérature populaire, etc.
La notion a été utilisée et développée par des auteurs critiquant le terme de « bilinguisme », jugé trop imprécis, source de confusion et dont l'utilisation masque en fin de compte des réalités sociales complexes et dynamiques. Ils envisagent ainsi le bilinguisme uniquement du point de vue de l'individu : le bilinguisme est l'état de l'acteur individuel capable de mobiliser plusieurs variétés de langage. Au contraire, la diglossie est un phénomène sociétal, caractérisé par la coexistence et la répartition socialement codifiée de plusieurs variétés.
Il existe ainsi, du moins théoriquement, des situations de diglossie avec ou sans bilinguisme, et réciproquement (voir le paragraphe Rapport entre diglossie et bilinguisme).

## Présentation
Le terme a d'abord été synonyme de bilinguisme avant d'être utilisé par le linguiste William Marçais en 1930 dans sa Diglossie arabe.
Charles A. Ferguson en 1959 a caractérisé ces pratiques en stipulant plusieurs faits. D’abord la variété « haute » est utilisée lors du culte, dans les lettres, dans les discours, à l’université, etc. et jouit d’un prestige social accompagné d’une littérature reconnue et admirée dans une forme très standardisée (grammaire, dictionnaire, etc.) fréquemment apprise à l’école. Ensuite la variété « basse » fonctionne dans les conversations familières, dans la littérature populaire, dans le folklore, souvent uniquement orale, elle est acquise naturellement comme première langue du locuteur. L’exemple du latin au Moyen Âge, qui était la langue « haute » et le latin vulgaire la langue « basse », est probant. Fishman ajoute en 1967  qu’il peut y avoir diglossie entre plus de deux codes sans obligation de relation génétique commune.
Cette différence entre la variété "haute" et l'autre, "basse", existe également en Chine, et ce, jusqu'à ce jour, au moins dans certaines régions, et concernant des variantes du chinois. Au Guangdong, la langue "haute" est utilisée, même lorsqu'elle est prononcée en cantonais, dans les discours officiels et dans le culte, notamment dans les eucharisties catholiques. Mais pour la conversation en cantonais, c'est la langue basse qui est utilisée. Dans cette même province de Guangdong, la communauté hakka qui s'y trouve connaît la même situation. Ce qui fait que ceux qui n'ont pas une connaissance suffisante de la langue haute ne comprennent pas tout, voire pas grand chose, d'un discours lorsqu'ils sont à une réception officielle ou au culte. C'est un peu comme "je connais l'air, mais pas les paroles" lorsque l'on est à un opéra! Les tonalités sont du cantonais ou du hakka, mais le sens demeure obscur assez souvent. 
La situation diglossique est évolutive et variée. Elle entre souvent dans une dynamique conflictuelle : à terme une des deux variétés l’emporte, parfois après des siècles. Il s'agit tantôt de la prestigieuse standardisée, comme en France entre le français standard et les langues et dialectes régionaux, tantôt de la variété basse, comme ce fut le cas en Grèce encore assez récemment, où la variété « haute » est devenue une langue morte.
Une diglossie peut persister plusieurs siècles comme c'est fréquemment le cas. Elle peut disparaître à la suite de l'apparition de sous-variétés mixtes entre les deux variétés en conflit ou en cas de profonds bouleversements sociaux. À terme, on tend toutefois à observer une assimilation.
L'idée de diglossie a été présente dans des luttes de réhabilitation des langues dites minoritaires, parlées pour certaines d’entre elles dans la vie de tous les jours par une proportion importante de la population d’un territoire, parfois majoritaire, par exemple le francoprovençal dans la Vallée d’Aoste, le basque et le catalan. L'école sociolinguistique catalane s'est en particulier appuyée sur ces résultats pour défendre des politiques de normalisation et de valorisation du catalan afin d'éviter son assimilation.
La diglossie peut concerner des variétés d'une même langue, des langues différentes, ou même parfois deux variantes développées de la langue écrite dans un même pays (par exemple le nynorsk et le bokmål en Norvège).
Au Maroc on peut même parler de trois diglossies distinctes : la diglossie arabe standard – arabe dialectal, la diglossie arabe dialectal – amazighe (berbère) et la diglossie arabe standard – français.
En outre, à l’intérieur des grands centres urbains, partout en expansion en Afrique, peut avoir lieu une situation qui n’est pas typologiquement diglossique mais qui peut relever d’une dynamique diglossique.

## Rapports entre diglossie et bilinguisme

### Diglossie et bilinguisme
Tous les membres de la communauté connaissent la forme haute et la forme basse : entre le castillan et le guarani au Paraguay, entre le castillan ou le français et le catalan dans les Pays catalans et le français et l'occitan dans l'Occitanie (région linguistique) dans le tiers sud de la France.

### Bilinguisme sans diglossie
Plusieurs personnes connaissent deux langues dans une société sans qu’il existe d’usage spécifique pour les formes linguistiques distinctes. Cela se retrouve dans des contextes instables à forte mobilité sociale comme l’Europe romane des Temps Modernes ou des situations intermédiaires entre une diglossie et une autre organisation de la communauté linguistique.

### Diglossie sans bilinguisme
À l’intérieur d’une communauté il existe une division fonctionnelle des usages entre les deux formes linguistiques et les groupes sociaux sont intégralement séparés. C’était souvent le cas dans les colonies européennes où les colons s’occupaient peu des pratiques indigènes. Il n’y avait d’ailleurs que de très rares traducteurs, à peine bilingues. On peut citer également la Russie tsariste où la noblesse ne pratiquait que le français.

### Ni diglossie ni bilinguisme
Ce cas de figure ne peut exister que lors d’une absence totale de contact des langues. On peut imaginer que cela a inévitablement existé dans l’histoire de l’Humanité et sans doute que cela se passe encore aujourd’hui dans une contrée parfaitement isolée.

## Les idéologies diglossiques
Les idéologies diglossiques sont des représentations, parfois très ancrées dans la population ou certains de ses secteurs, qui tendent à légitimer la situation diglossique.

## Critiques
La notion de diglossie a elle-même été critiquée par certains auteurs  qui estiment qu'elle manque d'objectivité, étant donné qu'elle reproduit en un sens le schéma social dont elle est précisément censée analyser le mécanisme en intégrant à sa terminologie les représentations subjectives de « langue haute » et « langue basse ».

## Exemples de situations diglossiques

### Cas de l'arabe
Les pays d'Afrique du Nord sont caractérisés par une situation diglossique entre l'arabe classique, langue prestigieuse et de culture, et l'arabe dialectal, populaire.
Outre ce fait, la juxtaposition de deux variantes d'une même langue (l'arabe) en Afrique du Nord, caractérise parfaitement la diglossie telle qu'elle est définie par Ferguson (1959). La présence de l'arabe dialectal, langue d'usage quotidien, dans le milieu familial aussi bien que dans le milieu public, et l'arabe classique dont l'usage est limité aux médias étatiques et à l'école (car il est la langue d'enseignement), illustre cette situation diglossique.
Ainsi le dialectal, utilisé dans la vie quotidienne par la majorité de la population, n'a aucun statut officiel, au contraire de l’arabe classique, utilisé dans l'enseignement et les médias. Réservé aux situations formelles, il se trouve de ce fait privilégié par rapport aux autres langues présentes en Afrique du Nord (les dialectes régionaux et le berbère). L'arabe classique tient également son prestige du fait qu'il est la langue du Coran.

### Cas du catalan
Rafael Ninyoles et Lluís Vicent Aracil, pères de la sociolinguistique catalane, ont introduit le concept de diglossie pour caractériser le conflit linguistique existant entre catalan et castillan au Pays valencien, en Espagne. Ils entendent par cette distinction terminologique dénoncer ce qu'ils nomment le « mythe » ou la « fiction du bilinguisme » valencien, représentation très diffusée dans la population et qui opère une confusion entre la situation des comarques intérieures du pays, qui parlent un castillan autochtone, proche de l'aragonais, implanté lors de la Reconquista, et celle des centres urbains, où un castillan importé de Castille s'est peu à peu, à partir du XVIe siècle, substitué au valencien, variété de catalan propre à la communauté, dans un premier temps auprès des classes sociales supérieures (l'aristocratie, puis les écrivains et intellectuels) cherchant à se démarquer socialement de la majorité, avant de s'étendre socialement et géographiquement, de façon particulièrement significative durant le franquisme, qui mène une politique ouvertement répressive à l'encontre des langues régionales.
Pour Ninyoles, il n'existe que deux issues possibles à la situation diglossique du Pays valencien : l'assimilation (disparition du valencien au profit du castillan) ou la normalisation (processus de valorisation de la langue visant à maximiser ses possibilités d'usages, en particulier formels).
Depuis, de nombreux travaux de sociolinguistique catalane ont exploré le concept de diglossie et l’ont appliqué, avec plus ou moins de reconnaissance, à l'ensemble du domaine linguistique du catalan.

### La diglossie en France
La France a connu et connaît encore de telles situations diglossiques, marquées par l'opposition entre une langue régionale, plus ou moins vivace, et le français comme ce fut le cas il n'y a pas si longtemps[Quand ?] entre le français et le latin vivant qui se disputaient la prééminence.
On la rencontre ainsi en Alsace, au Pays basque, en Corse, en Lorraine (francique rhénan) et en Bretagne, dans les aires catalanes, dans les aires franco-provençale, occitanes et flamande. En France, les variétés basses ont traditionnellement été désignées sous le terme générique de « patois ».
En Martinique, en Guadeloupe, en Guyane et à La Réunion cette situation existe également.
Dans les universités de chacune de ces régions, la sociolinguistique a pris pour objet d'analyse le conflit diglossique et ses conséquences. L'apport de ces travaux est capital pour la compréhension d'un phénomène jusqu'à récemment assez peu étudié.
Il existe un débat entre les linguistes pour savoir si le français écrit et le français parlé constituent une seule et même langue, ou si les différences importantes entre langue parlée et langue écrite constituent un cas de diglossie.

### En Grèce
Deux modalités de grec moderne se trouvent en conflit diglossique : d'une part la katharévousa, langue artificielle et prestigieuse, adoptée par une minorité de la population et restée seule langue officielle jusqu'en 1976, et d'autre part le grec démotique, langue populaire et autochtone.
La katharévousa, très marginalisée actuellement, reste utilisée dans certains milieux conservateurs.

### En Finlande
Le finnois et le suédois sont les deux langues officielles de la Finlande. Le suédois en Finlande porte des dimensions culturelles et sociologiques multiples, héritées de l'histoire de l'empire suédois.

### La diglossie en Haïti
Un exemple d'une situation diglossique est celle du créole haïtien dans sa cohabitation avec le français. Presque toute la population d'Haïti parle le créole, mais la classe sociale dominante possède souvent une connaissance appropriée de la langue française, tandis que la population générale ne parle souvent que le créole. Il ne faut pas confondre le français et le créole haïtien comme étant deux variétés d'une langue, mais bien en tant que deux langues bien distinctes, le créole ayant subi une resyntactification des structures de la grammaire. Donc, il ne peut pas s'agir de diglossie entre variétés structurellement proches, mais bien d'une diglossie entre deux langues, dont une n'est parlée que par une partie de la population qui jouit du prestige de la pratique d'une des langues présentes sur le territoire haïtien, dans ce cas le français.
En somme, Haïti est caractérisés par une situation diglossique entre le Créole étant la langue élevée populaire et culturelle, et le Français étant la langue basse prestigieuse et de classe.

### L'Indonésie
Plus de sept cents langues sont parlées en Indonésie. La langue nationale, l'indonésien, permet aux différentes populations de communiquer entre elles. L'indonésien est une première langue pour moins de 20 % de la population. La grande majorité des Indonésiens est donc bilingue.
L'indonésien lui-même présente une situation de diglossie dans laquelle on distingue un niveau formel, celui de l'indonésien standard, qu'on entend à la radio et à la télévision, qu'on lit dans les journaux et qu'on utilise bien entendu dans les contextes formels, et un niveau informel, qui est celui de la conversation quotidienne en famille, dans les magasins et au travail. Le passage d'un niveau à l'autre n'est pas plus aisé à expliquer que par exemple en français, celui du vouvoiement au tutoiement. Il est en tout cas fortement déterminé socialement.

### Cas du Xinjiang
La région autonome du Xinjiang est principalement habitée par des Ouïghours parlant une langue turque, et par la population Han parlant le mandarin. Même si le ouïghour est enseigné à l'école, la langue des Hans est la langue officielle, celle des universités.